# NGC 3094
NGC 3094 est une galaxie spirale barrée vue par la tranche située dans la constellation du Lion. NGC 3094 a été découverte par l'astronome autrichien Johann Palisa en 1885.

## Caractéristiques
La classe de luminosité de NGC 3094 est I et elle présente une large raie HI. De plus, c'est une galaxie du champ, c'est-à-dire qu'elle n'appartient pas à un amas ou un groupe et qu'elle est donc gravitationnellement isolée. Enfin, NGC 1614 est une galaxie active de type Seyfert 2.

### Distance
Sa vitesse par rapport au fond diffus cosmologique est de 2 729 ± 23 km/s, ce qui correspond à une distance de Hubble de 40,3 ± 2,8 Mpc (∼131 millions d'al).
À ce jour, quatre mesures non basées sur le décalage vers le rouge (redshift) donnent une distance de 39,400 ± 3,913 Mpc (∼129 millions d'al), ce qui est à l'intérieur des valeurs de la distance de Hubble.

### Luminosité dans l'infrarouge
La luminosité de la galaxie NGC 3094 dans l'infrarouge lointain (de 40 à 400 µm)  est égale à 3,16 × 1010 {\displaystyle L_{\odot }} (1010,50{\displaystyle L_{\odot }}) et sa luminosité totale dans l'infrarouge (de 8 à 1 000 µm) est de 5,37 × 1010 {\displaystyle L_{\odot }} (1010,73{\displaystyle L_{\odot }}).

## Supernova
La supernova SN 2005kh a été découverte le 17 novembre 2005 dans NGC 3094 par E. Lee, N. J. Ponticello, et W. Li dans le cadre collaboration entre le programme LOSS (Lick Observatory Supernova Search) de l'observatoire Lick et le programme KAIT (The Katzman Automatic Imaging Telescope) de l'université de Californie à Berkeley. Cette supernova était de type II.